# Platythyrea tricuspidata
Platythyrea tricuspidata (лат.) — вид муравьёв рода Platythyrea из подсемейства Ponerinae (Ponerini).

## Распространение
Встречается в Юго-Восточной Азии: Индонезия (Калимантан, Суматра), Малайзия (полуостров и Сабах), Таиланд.

## Описание
Муравьи буровато-чёрного цвета (длина около 1 см). Голова и тело сильно пунктированы, но не исчерчены (бороздки отсутствуют). От близких видов отличается трёхзубчатым петиолем: задний край петиоля с 3 отчётливыми шипами направленными назад; в профиль петиоль длиннее своей высоты. Фронтальные кили очень широко расставлены, не выходят за уровень заднего края прикрепления усиков; проподеальное отверстие дыхальца круглое. Усики 12-члениковые у самок и рабочих и 13-члениковые у самцов.
Типичные колонии малочисленные, имеют численность населения гнезда всего в нескольких десятков рабочих.
Диплоидный набор у вида Platythyrea tricuspidata достигает почти рекордных для муравьёв и всего отряда перепончатокрылых насекомых значений: 2n = 92—94.

## Таксономия
Вид был впервые описан в 1900 году итальянским энтомологом Карлом Эмери по типовому материалу из Индонезии (Суматра).